# Per-Lennart Berggren
Per-Lennart Berggren, född 2 mars 1932 i Sollefteå, död 27 december 1991 i Åkersberga, var en svensk arkitekt.
Berggren, som var son till byggnadschef Helge Berggren och Margit Lind, avlade studentexamen i Örnsköldsvik 1952 och utexaminerades från Chalmers tekniska högskola 1958. Han blev arkitekt på Jan Thurfjell Arkitektkontor i Luleå AB 1958 samt var verkställande direktör och styrelseledamot i Jan Thurfjell Arkitektkontor i Örnsköldsvik AB från 1961 och i Jan Thurfjell Arkitektkontor i Gävle AB från 1966. Han ritade bland annat Adaks kyrka (1963), Adventkyrkan i Gävle (1970, tillsammans med arkitekt Bengt-Åke Gerhartz och ingenjör Lennart Eriksson) och klockstapel för Övre Soppero kapell (1961). Berggren är begravd på Österåkers kyrkogård.